# دختران توسعه دهنده آی تی
دختران توسعه دهنده ی آی تی (Girl Develop It)  (مخفف : GDI) یک سازمان غیرانتفاعی است برای آموزش ارزان زنان در زمینه ی وب و  توسعه نرم‌افزار است. این سازمان غیر انتفاعی در سال 2010 در شهر نیویورک تأسیس شد ،و برنامه هایی مقرون به صرفه برای زنان بالغ علاقه‌مند به یادگیری توسعه وب و نرم‌افزار را در محیطی بدون قضاوت جنسیتی فراهم می کند.  مأموریت GDI این است که به زنان از هر سطح درآمد ، ملیت ، سطح تحصیلات و تربیت محیطی که در آن مهارتهای ساختن وب سایتها و یادگیری کد نویسی برای ساختن برنامه با کلاسهای دستی استفاده شود ، اعطا کند.        اگرچه در یک زمان هم در ایالات متحده و هم در کانادا فعال بود ، GDI در حال حاضر بخشهای فعال جامعه را منحصراً در ایالات متحده حفظ می کند . 